# Rafael Di Tella
Rafael Di Tella (Buenos Aires, 4 de enero de 1965) es un economista, académico y exesgrimidor argentino que representó a su país en los Juegos Olímpicos de Verano de Seúl 1988 y Barcelona 1992.

## Trayectoria deportiva
Di Tella compitió en el torneo masculino de esgrima de los Juegos Olímpicos de Seúl 1988 en la categoría florete individual, terminando en la 41° posición. Posteriormente participó del mismo evento en el torneo masculino de esgrima de los Juegos Olímpicos de Barcelona 1992, donde también terminó en la 41° posición.

## Trayectoria como economista y académico
Se tituló como economista en la Universidad de Buenos Aires en 1990, obteniendo luego un doctorado en la disciplina en el Keble College de la Universidad de Oxford en 1996. Desde 1997 es profesor en la Escuela de Negocios Harvard. Se especializa en el estudio de la economía de la felicidad y del impacto de la corrupción política en la economía.

## Familia
Es hijo del economista y político Guido Di Tella, y padre de Pascual Di Tella e Isabel Di Tella, ambos también esgrimidores que representan a la Argentina a nivel internacional. Su esposa es la esquiadora Astrid Steverlynck, que integró el equipo olímpico argentino en los Juegos Olímpicos de Invierno de Calgary 1988 y Albertville 1992.